# Fusil de précision M40
Pour les articles homonymes, voir M40.

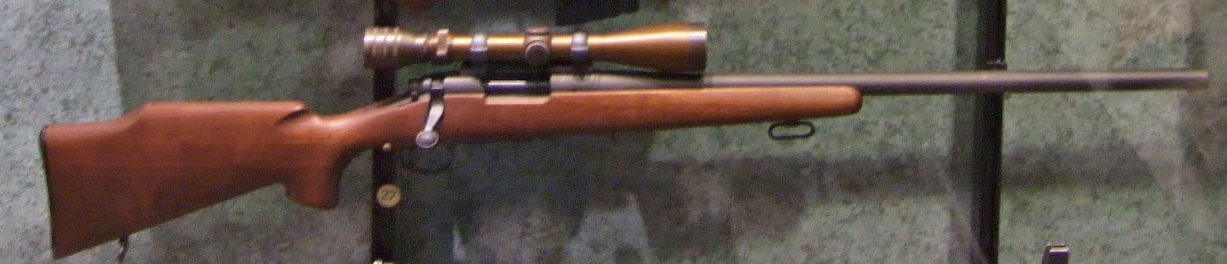
M-40

Le M40 est un fusil de précision de l'USMC (US Marine Corps) dérivé du Remington 700, utilisé depuis la guerre du Viêt Nam jusqu'à nos jours.

## Versions
Le M40 a connu plusieurs versions : le M40 à crosse en bois de la guerre du Viêt Nam, le M40A1 avec une crosse en fibre de verre à partir des années 1970,  le M40A3, version  modernisée au début des années 2000, le M40A5 utilisé actuellement, et plus récemment, le M40A6 avec une crosse aluminium. Tous présentent la particularité, comme d'autres armes des Marines (Colt M1911 MEU(SOC) Pistol, fusil DMR, etc.), d'avoir été assemblées (au moins en partie) par des armuriers des Marines, et non de provenir directement d'une firme commerciale.

### Le M40
En avril 1966, l'US Marine Corps, après avoir évalué divers fusils et lunettes, commanda 700 fusils Remington 40x, une version « varmint/target » du Remington 700. Fourni aux unités de Marines à partir de 1966 et appelé M40 (un numéro qui semble anachronique, vu que trois ans plus tard l'US Army appellera son propre fusil de précision M21, et que le M24 n'apparaîtra qu'en 1988).
Il était équipé d'une crosse style sporter en noyer, et, pour la plupart (certains annoncent le chiffre de 550 sur les 700) ou tous selon les sources, une lunette Redfield 3-9X Accu-range alors déjà en vente sur le marché civil. Les lunettes et leurs montages type « pont » étaient montés sur l'arme chez Remington, et le montage et la lunette étaient marqués du numéro de série de l'arme à la réception de celle-ci par les Marines.
- Action : Remington 40x, dont la mécanique est identique à celle du Remington 700 ADL mais avec la sous-garde (fond de chargeur et pontet) en aluminium du Remington 700 BDL. Le boîtier était phosphaté, mais la culasse était bronzée.
- Canon : canon lourd Remington en calibre .308 Win, long de 24 pouces, rayé au pas de 1:10", de .830" de diamètre à la bouche, phosphaté.
- Fût : fût d'une seule pièce, en noyer huilé non peint, souvent avec une pièce noir à l'extrémité avant. Crosse type « Monte Carlo » (appuie-joue en « queue de castor »). Plaque de couche en aluminium anodisé noir et marqué du logo Remington. Il semble que certaines aient été peintes (camouflage) par leurs utilisateurs, mais cette pratique fut probablement rare.
- Optiques : généralement, une Redfield 3-9 x 40 Accu-range à réticule Duplex. Les premiers M40 avaient leurs lunettes anodisées noir, qui se dégradait rapidement au Viêt Nam en brun tabac ; les plupart des M40, construits après ces premiers modèles, eurent leurs lunettes anodisées vertes.
- Montages : embase « pont » et anneaux bronzés à quatre vis du montage Redfield JR. L'embase avait des angles carrés, alors que les modèles récents, toujours en fabrication, ont des angles arrondis.
- Munition : M118 Match de 173 grains
- Magasin : 5 cartouches (4+1)

La production du M40 s'étala de 1966 à 1971, et s'éleva à 995 armes portant des numéros de série allant de 168 179 à 322 769.

### Le M40A1
Au cours de leur carrière, notamment pendant leur emploi dans la guerre du Viêt Nam, les M40 se montrèrent fragiles : les crosses en bois se déformaient, et les sous-gardes en aluminium pouvaient casser.
Les armuriers de l'USMC commencèrent à reconstruire les M40 en M40A1 au début des années 1970, et de nouveaux M40A1 furent assemblées. La date de l'entrée en service de l'arme est inconnue ; certaines sources situent le premier prototype du M40A1 en 1977 mais il est probable que les premièrs M40A1 aient été produits plusieurs années avant.
La production du M40A1 a duré des années et s'est faite à faible cadence, car elle s'apparentait à de l'artisanat (comme d'autres armes fabriquées par l'USMC d'ailleurs) : chaque arme était fabriquée manuellement par les armuriers spécialement formés et qualifiés de la MTU (Marksmanship Training Unit) (de la PWS ?) de l'USMC, sur la MCB (Marine Corps Base) de Quantico en Virginie, en utilisant des composants achetés auprès de différents fournisseurs, dont Remington (pour de nouvelles actions de Remington 700 en plus de celles des M40), et d'autres, notamment Winchester qui fournissait des sous-gardes en acier identiques à celles du Winchester 70, McMillan Bros. pour les crosses en fibre de verre, Unertl pour les lunettes, qui fut la première lunette à réticule Mil-Dot.
- Base : même action courte de Remington 700 BDL que le M40, mais avec fond de chargeur et pontet de fusil Winchester 70 modifié en acier. La détente était modifiée et son poids de départ allégé allant de 3 à 5 livres (13 à 22 Newton).
- Canon : canon lourd de compétition d'origine commerciale de 24" (Hart ou Atkinson ?). Rayures (Lands and grooves ?), 6, droitières, au pas de 1:12" (un tour en 305 mm).
- Crosse : crosse McMillan en fibre de verre avec bedding à l'epoxy, avec appuie-joue mobile, teinté en camouflage woodland. À noter que cette crosse a par la suite été commercialisée sous le nom de McMillan M40A-1 (HTG).
- Optique : lunette Unertl 10 × 40 mm à réticule Mil-Dot et BDC / compensation de flèche, spécialement conçu pour l'USMC.
- Montages : embase et demi anneaux bas fixes vissées et soudées sur l'arme, anneaux Unertl
- Munition : M118 Match
- Magasin : 5 cartouches
- Sangle : Model 1907, utilisé sur les springfield 1903 puis sur les M40, cette sangle en cuir est une bretelle de tir de grande qualité permettant le transport de l'arme et un bon maintien lors du tir. elle mesure 1"1/4 de largeur.

Les armes étaient testées à leur mise en service, et devaient notamment tirer cinq balles M118 réglementaires avec une précision d'une minute d'angle.
Le M40A1 est réputé pour être une arme excellente, et dont la précision peut être portée jusqu'à une demi-minute d'angle avec des munitions de meilleure qualité, comme la M118 LR (Long Range) de l'USMC.
Sa portée pratique maximale est de plus de 800 mètres, l'USMC le considérant capable d'atteindre les 1000 yards (915 mètres), ce que pas mal de tireurs confirment (le M24 avec la même action et le même calibre atteignant cette distance). Des tirs ont été répertoriés jusqu'à 1300 yards (1 190 m).
- Calibre : 7,62 x 51 mm OTAN
- Longueur totale : 1 116,8 mm (43,97 pouces)
- Longueur du canon : 610 mm (24 pouces)
- Masse en ordre de tir : 6,568 kg (14,48 livres)
- Portée utile maximale : 915 mètres (1 000 yards)
- Vitesse à la bouche : 777 m/s
- Pression dans la chambre : 50 000 psi
- Capacité du chargeur: 5 coups
- Prix de fabrication : 2 105 $
- Production : inconnue

### Le M40A3

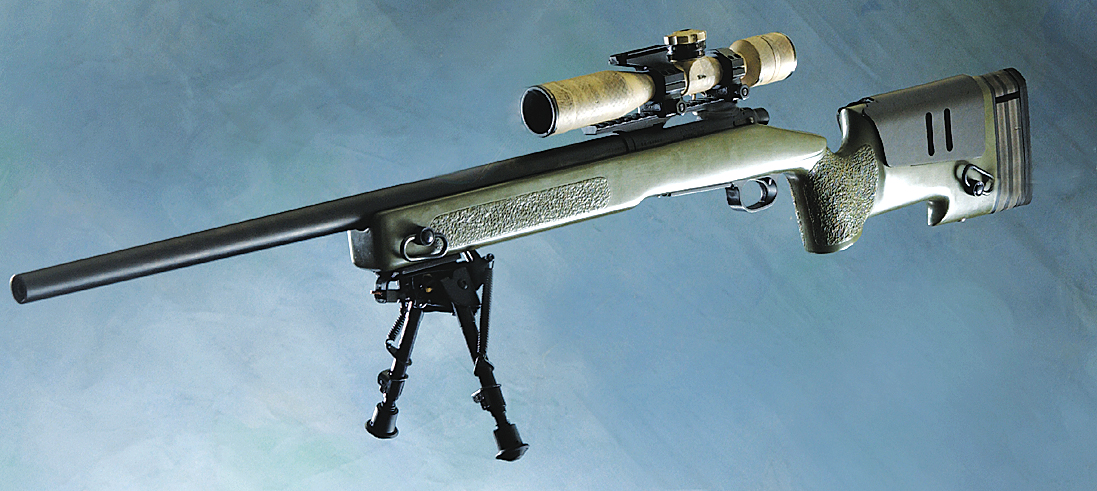
M40A3.

Après avoir servi une trentaine d'années, le M40A1 a commencé à être remplacé par le M40A3 au début des années 2000. Le développement du M40A3 commença en 1996, et l'arme finale fut présentée en 2001. Les M40A3 sont soit des M40A1 reconstruits (lorsqu'ils sont envoyés en armurerie pour réparation ou entretien), soit neufs.
Les fusils ont connu quelques variations mineures, notamment en ce qui concerne les optiques. D'autres pourront suivre en fonction des enseignements de l'utilisation opérationnelle en Irak et en Afghanistan.
- Action : le M40A3 est toujours basé sur l'action courte Remington 700 en calibre 7,62 OTAN. Le boîtier est sur la plupart sinon tous les nouveaux M40A3 de type G- prefix. Le pontet en acier provient de la DD Ross Company, certains M40A3 avaient des pontets de Badger Ordnance. La détente est une Remington M-24 Trigger, réglée de 3 à 5 livres.
- Canon : canon flottant lourd en acier inoxydable type Match Schneider SS #73 de 24 pouces, avec 5 rayures droitières au pas de 1:12".
- Crosse : tous les M40A3 ont une crosse de style benchrest McMillan A4 Tactical en fibre de verre, peinte en couleur OD Green. La crosse est ajustable en longueur a un appui-joue type selle réglable.
- Optique : les premiers M40A3 avaient la même lunette diurne Unertl 10x40, grossissement 10 que le M40A1, et pour le tir nocturne le M40A3 peut aussi utiliser le viseur nocturne Litton AN/PVS-10. Finalement, la lunette diurne Schmidt & Bender M-8541 Scout Sniper Day Scope’s (la PM II) en 3-12 × 50 mm avec un réticule illuminé Premier Reticle type Mil-Dot de 2e génération, spécialement conçu pour l'USMC, a été retenue pour être standardisée sur les M40A3. Un intensificateur de lumière SIMRAD peut être monté avec la lunette.
- Montages : La lunette est montée dans des anneaux Badger Ordnance Maximum 34 mm, avec un anneau standard à l'arrière et un anneau large MAX50 à l'avant, pour permettre de montage d'une support Badger Ordnance pour un intensificateur de lumière SIMRAD. Il semble que des anneaux G&G Machine aient aussi été utilisés. Les anneaux sont montés sur un rail D.D. Ross incliné à 30 MoA.
- Bipied : Harris BRMS Bipod avec Pod-Loc
- Sangle : Leather 1917 type militaire.
- Munition :7.62x51

Calibre : 7,62 x 51 mm OTAN
Longueur totale : 1 124 mm (44,25 pouces) 
Longueur du canon : 610 mm (24 pouces)
Masse en ordre de tir : 7,48 kg (16,5 livres)
Portée utile maximale : 915 mètres (1000 yards)
Capacité du chargeur: 6 coups
Prix de fabrication : inconnu
Production : inconnue

## Utilisateurs
Le M40 a été exclusivement utilisé par l'USMC, le M40A3 étant actuellement l'arme réglementaire des Scout Snipers (en) du Corps.
Le plus long tir au but confirmé pour une arme de calibre 7,62 × 51 mm OTAN durant la guerre d'Irak eut lieu lors de la bataille de Falloujah. Le Chief scout sniper Herbert Hancock, réserviste de 35 ans, policier dans le civil, appartenant à la Company B, 1st Battalion, 23rd Marine Regiment abattit avec son M40 A3 deux servants de mortier à 960 mètres de distance, distance ayant été confirmée après coup grâce à un relevé GPS.

## Armes comparables
Le M40 de l'US Marine Corps est souvent comparé au M24 de l'US Army, également basé sur le Remington 700. La principale différence est que le M24 utilise une action longue (utilisé pour des calibre "long" et souvent magnum comme le 300WM et le 338LM), et le M40 une action courte (utilisé pour les calibre plus "courts" comme le .308 win). La raison est que l'US Army pensait chambrer des M24 (fusil) en .300 Winchester Magnum, contrairement à l'US Marine Corps. Toutefois peu de M24 ont réellement été chambrés en .300 Winchester Magnum, essentiellement au sein des forces spéciales.

## Le M40 dans la culture populaire
Le M40 est peu connu du grand public. Sa principale apparition a été dans le film Sniper de Luis Llosa (1993), où le personnage de Tom Berenger, Thomas Beckett, utilise un M40A1. En fait ce n'est pas un véritable M40A1, mais une Remington 700 à crosse McMillan modifiée par l'armurier du film pour y ressembler au maximum. En particulier, la lunette n'est pas l'Unertl du M40A1 car celle-ci n'était pas disponible à l'époque sur le marché civil mais une Leupold mk4 10x40 M3. Le même problème est arrivé avec le PSG-1 utilisé par Richard Miller (joué par Billy Zane), qui est en fait un HK G3 habilement maquillé. Ce fusil est également employé dans le film Jarhead : La Fin de l'innocence (Jarhead) qui traite de la première guerre du golfe.
On notera aussi son apparition dans l'anime Desert Punk où il est utilisé par le héros Sunabozu. On le verra aussi dans le film Spy Game, lorsque le personnage principal, Tom Bishop, en utilise un pour éliminer un général nord-vietnamien.
Le M40A1 est le fusil qu'employait l'agent spécial Gibbs dans la série NCIS : Enquêtes spéciales lorsqu'il était sniper chez les marines et qu'il conserve dans sa cave.
Le M40A3 apparaît dans de nombreux jeux vidéo comme : Call of Duty 4: Modern Warfare (en tant que M40A5), Battlefield 3 (version M40A5), Bullet Force (le M40A5 est le seul fusils de précision utilisé par les snipers russe) et Battlefield: Bad Company 2, dans le DLC Vietnam (version M40 crosse en bois) et bien d'autres FPS.
Le fusil de sniper de Team Fortress 2 semble être inspiré du M40.
Dans le jeu Rush Team, le M40A3 est disponible en plusieurs versions mais toujours sous le nom de M40a3a1

## Galerie

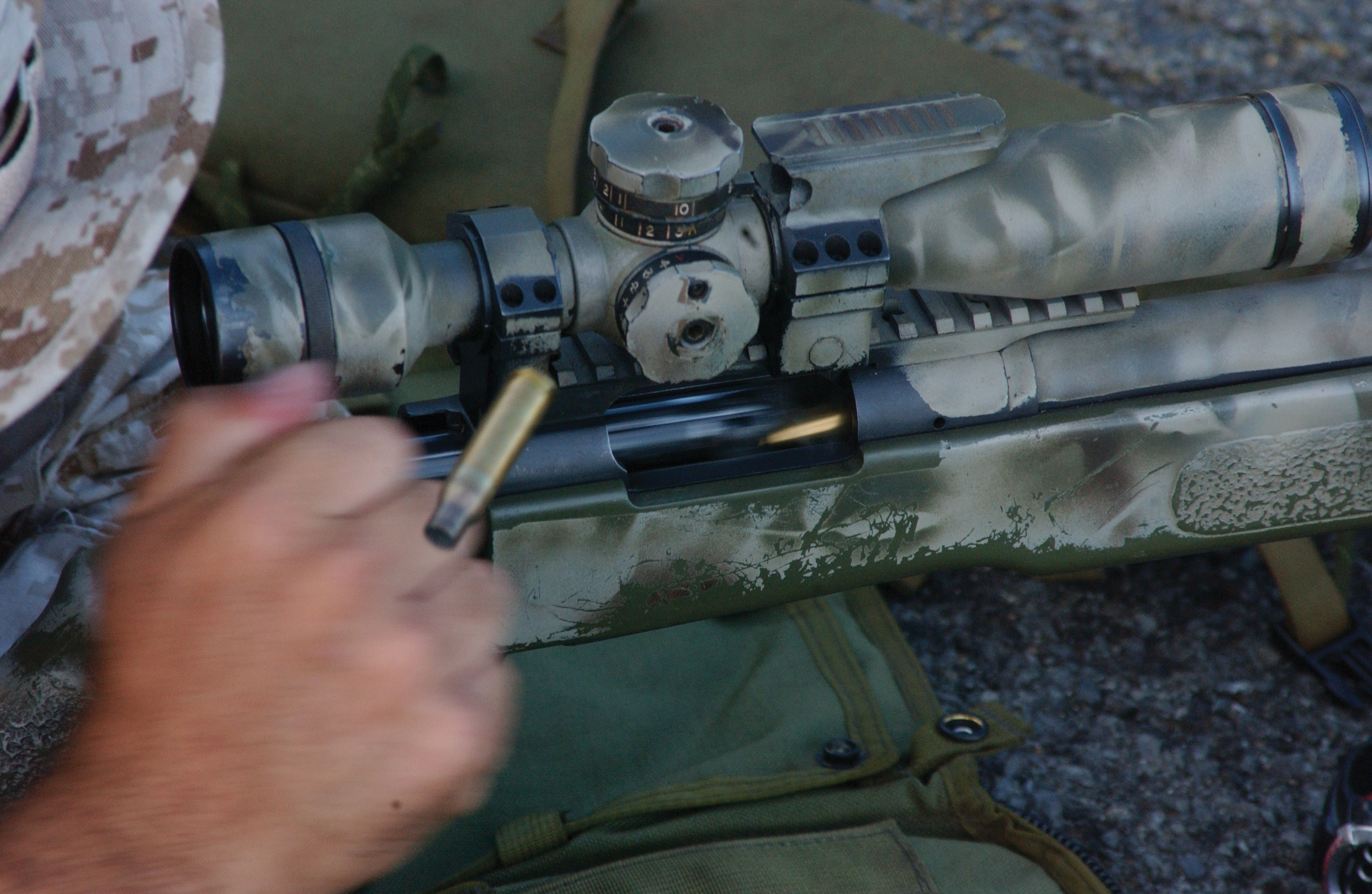
Trépied et chambre du M40A3.
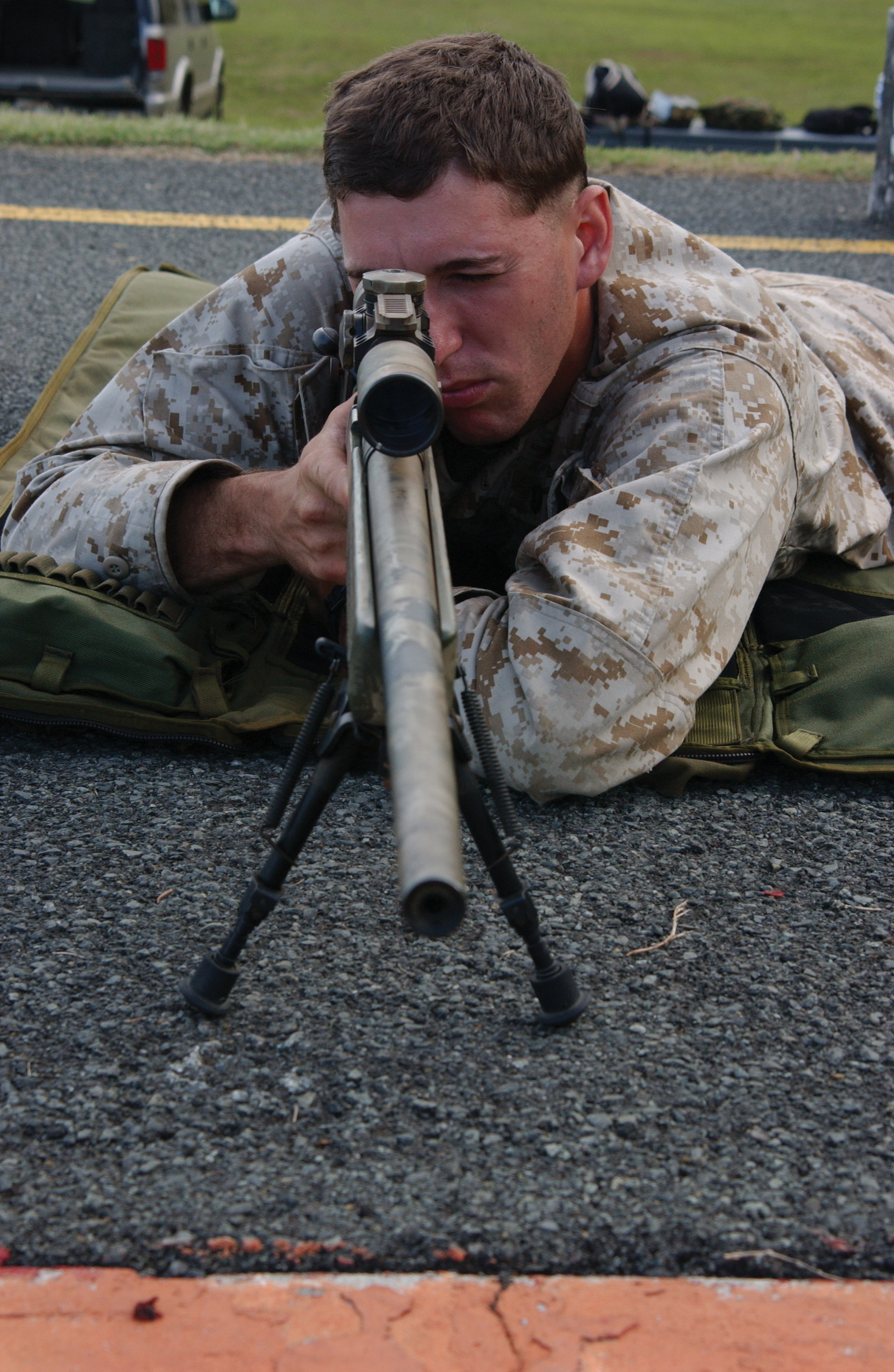
Lentille du M40A3.
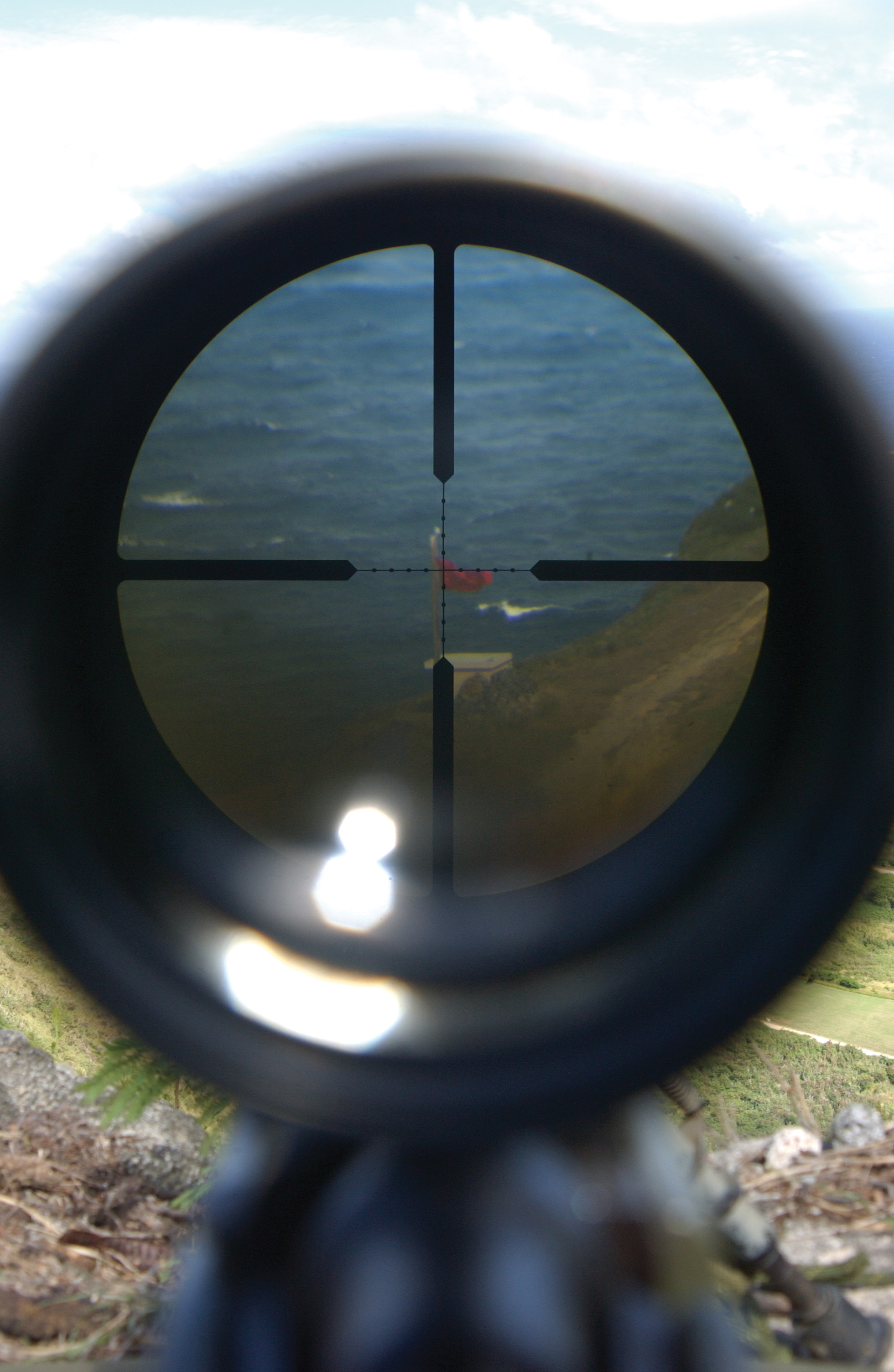
À travers la lentille du M40A3.